# 5e escadre de chasse
Pour les articles homonymes, voir 5e escadre.
La 5e escadre de chasse est une unité de chasse de l'Armée de l'air française créée le 1er avril 1945 à Salon-de-Provence, dissoute sur la base d'Orange le 29 juin 1995 et recréée sur la même base le 18 juillet 2024.

## Escadrons

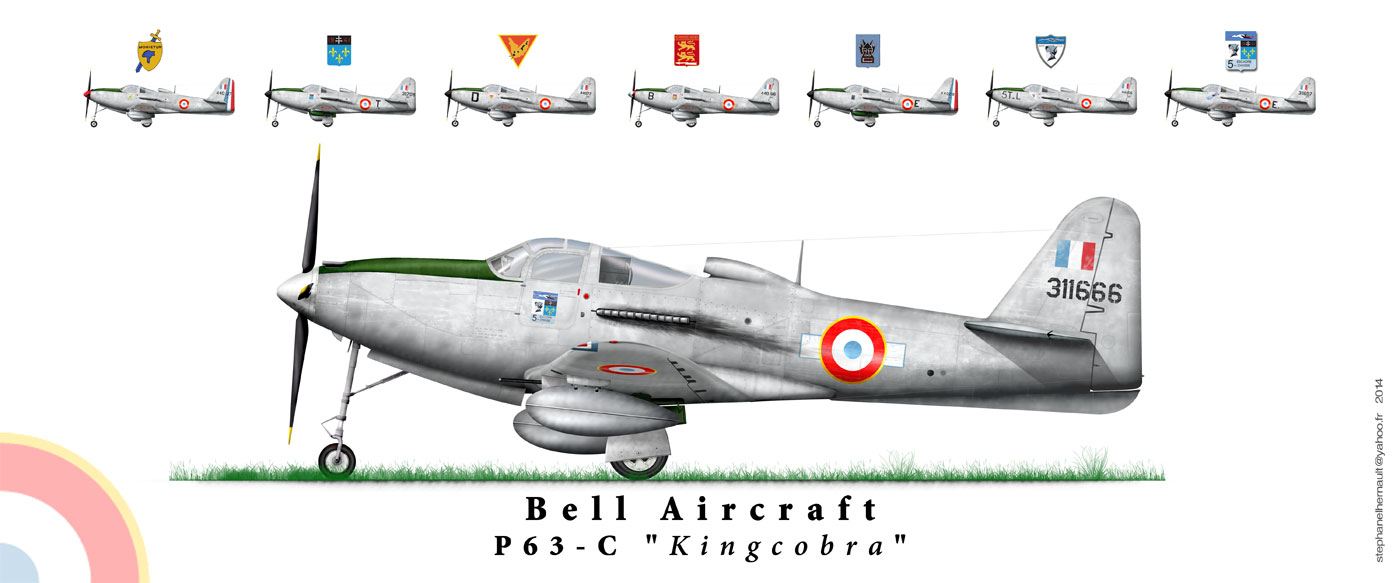
Profil de P-63 Kingcobra de l'Ile-de-France

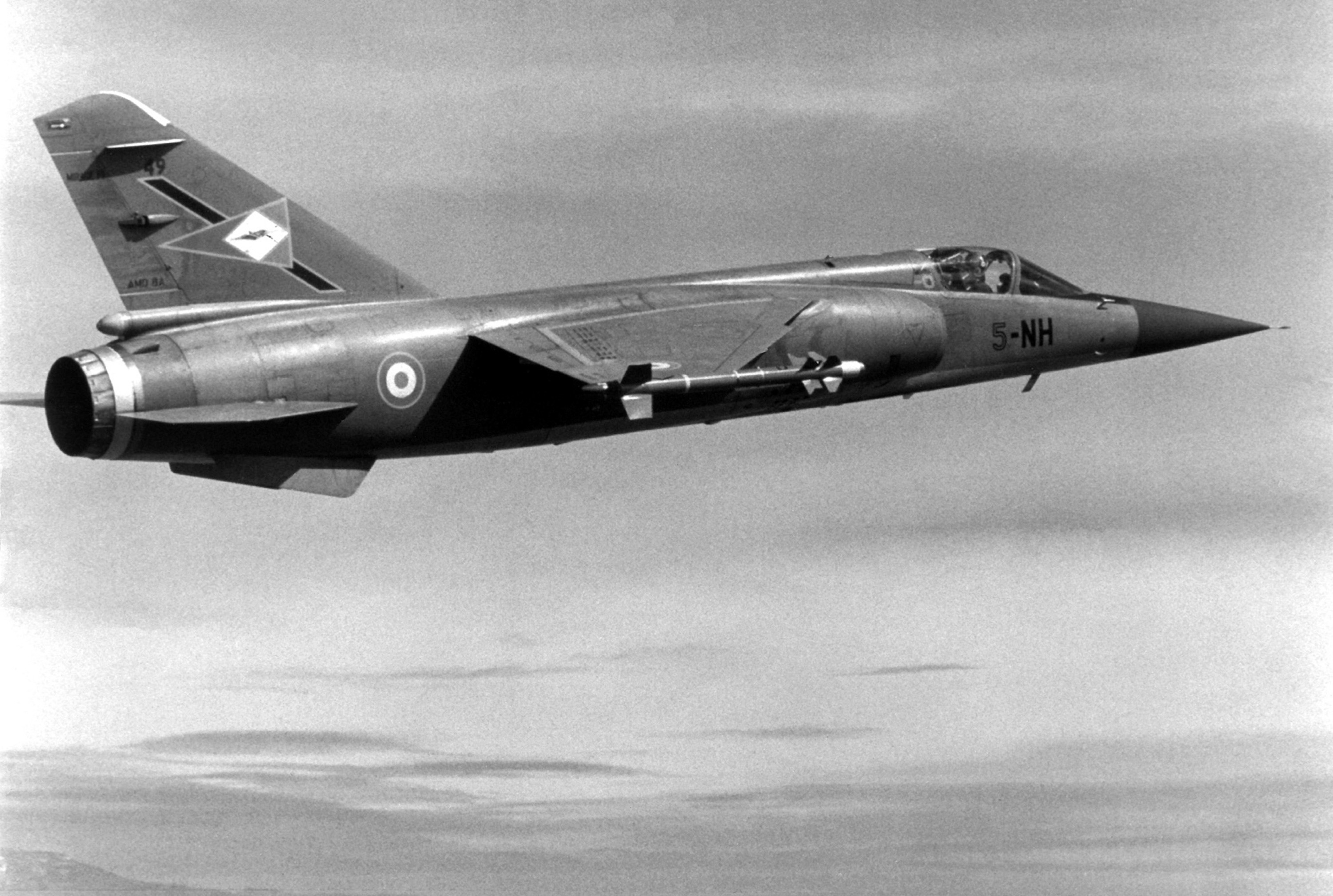
Mirage F1 du 1/5 Vendée en vol

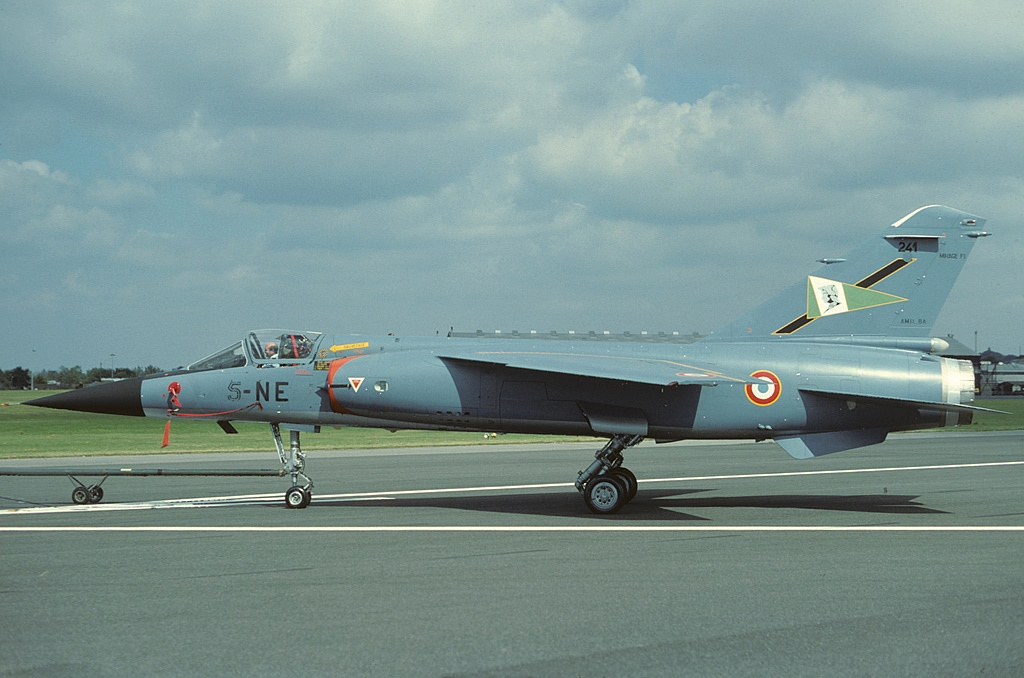
F1C du 1/5 Vendée à Farnborough en 1980

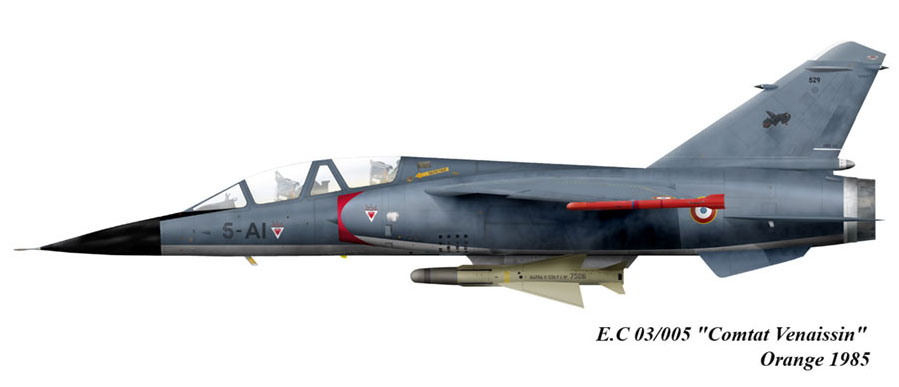
Mirage F1B du 3/5 Comtat Venaissin

### Vendée
- Groupe de Chasse I/5 Vendée (3 avril 1949 au 1er avril 1951)
- Escadron de chasse 1/5 Vendée (1er avril 1951 au 29 juin 1995)
- Escadron de chasse 1/5 Vendée (Depuis le 18 juillet 2024)

### Ile-de-France
- Groupe de Chasse II/5 Ile-de-France (1er octobre 1947 au 1er avril 1951)
- Escadron de chasse 2/5 Ile-de-France (1er avril 1951 au 29 juin 1995)

### Comtat Venaissin
- Escadron de chasse 3/5 Comtat Venaissin (1er février 1953 au 1er novembre 1957) et (1er avril 1981 au 29 juin 1995)

### autres
- Groupe de Chasse II/6 Travail (1er avril 1945 au 01/07/1947)
- Groupe de Chasse I/5 Travail (1er avril 1947 au 03/04/1949)
- Groupe de Chasse I/9 Limousin (1er avril 1945 au 01/03/1946)
- Groupe de Chasse II/9 Auvergne (1er avril 1945 au 01/03/1946

## Bases
- BA701 Salon-de-Provence (1945-1946)
- BA146 La Reghaia, Algérie (1946)
- BA156 Bizerte Sidi-Ahmed, Tunisie (1947-1949)
- Indochine (1949-1950)
- BA115 Orange (1950-1995)
- BA115 Orange (2024-...)

## Appareils
- Bell P-39Q Airacobra (1945-1946)
- Bell P-63 Kingcobra (1945-1950)
- De Havilland Vampire FB.5 (1950-1954)
- SNCASE Mistral (1954-1956)
- Dassault Mystère IIC (1956-1957)
- Dassault Mystère IV A (1958-1961)
- Dassault Super Mystère B2 (1961-1966)
- Dassault Mirage III C (1966-1975)
- Dassault Mirage F1C (1975-1990)
- Dassault Mirage F1B (1981-1990)
- Dassault Mirage 2000C (1988-1995)
- Dassault Rafale C/B (Depuis juillet 2024)